# Châtillon - Montrouge (métro de Paris)
Pour les articles homonymes, voir Châtillon.
Châtillon - Montrouge est une station de la ligne 13 du métro de Paris, à la limite des communes de Châtillon, Montrouge et Bagneux, dans le département des Hauts-de-Seine.

## Histoire

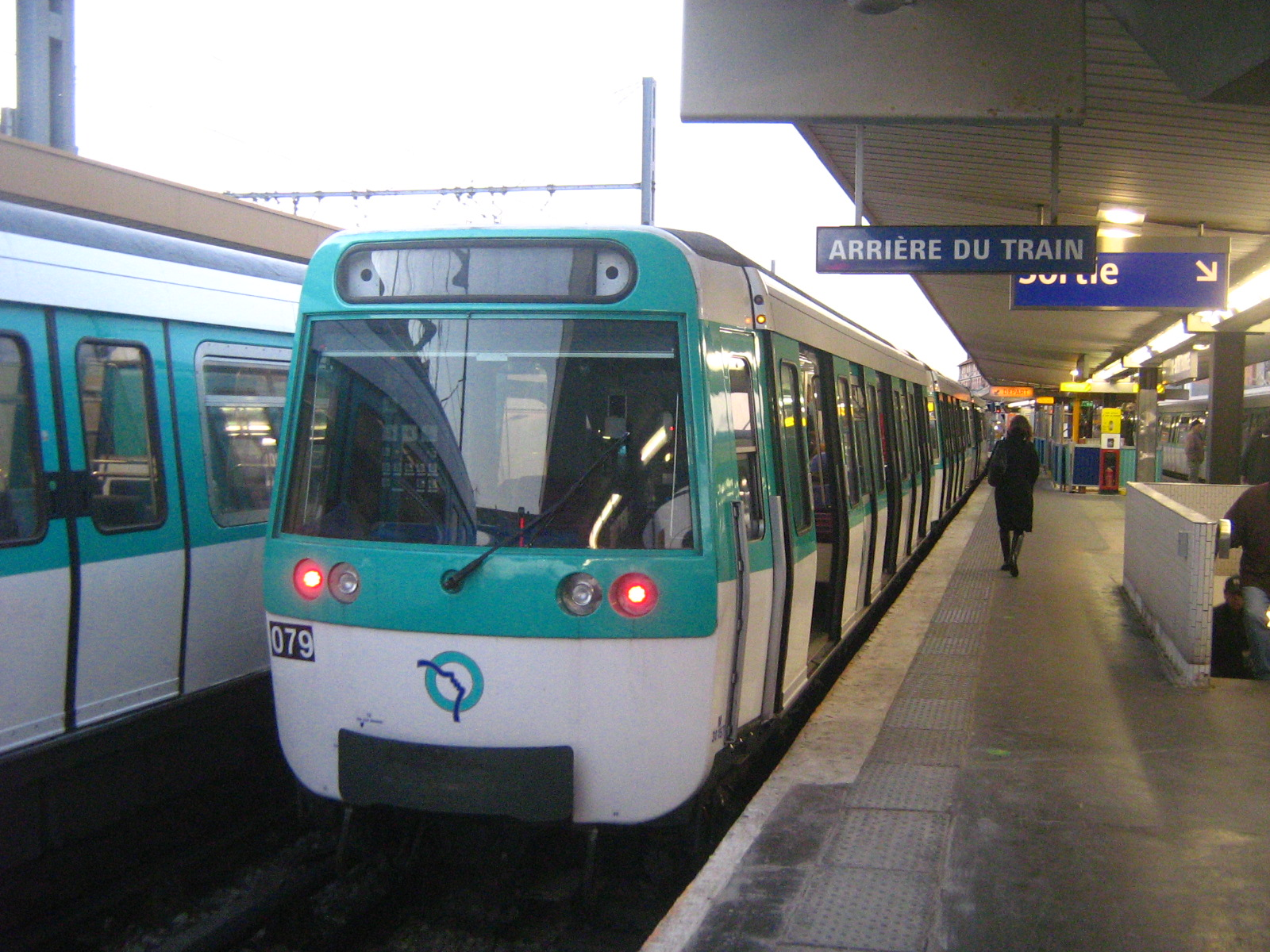
Rame MF 77 no 079 en attente au départ en novembre 2007, avant l'installation des portes palières.

La station est ouverte le 9 novembre 1976.
Depuis juin 2008, le retournement automatique des trains est en service dans cette station. Cette évolution a nécessité l'installation de portes palières sur les quais afin de prévenir les chutes sur la voie en l'absence d'un conducteur en cabine lors de l'opération. Elle est la première station du métro de Paris équipée de portes palières, exception faite des stations des lignes automatisées 1 et 14.

## Services aux voyageurs

### Accès
Un passage transversal, perpendiculaire à l'axe des voies ferrées, permet d'accéder aux quais depuis deux accès :
- l'accès no 1 « avenue Marx-Dormoy» se trouve à Châtillon le long de l'avenue Marx-Dormoy près des territoires de Bagneux et de Montrouge, à l'est ;
- l'accès no 2 « rue de l'Avenir » est situé le long de l'allée Bernard-Jussieu à Châtillon à l'ouest.

Accès à la station
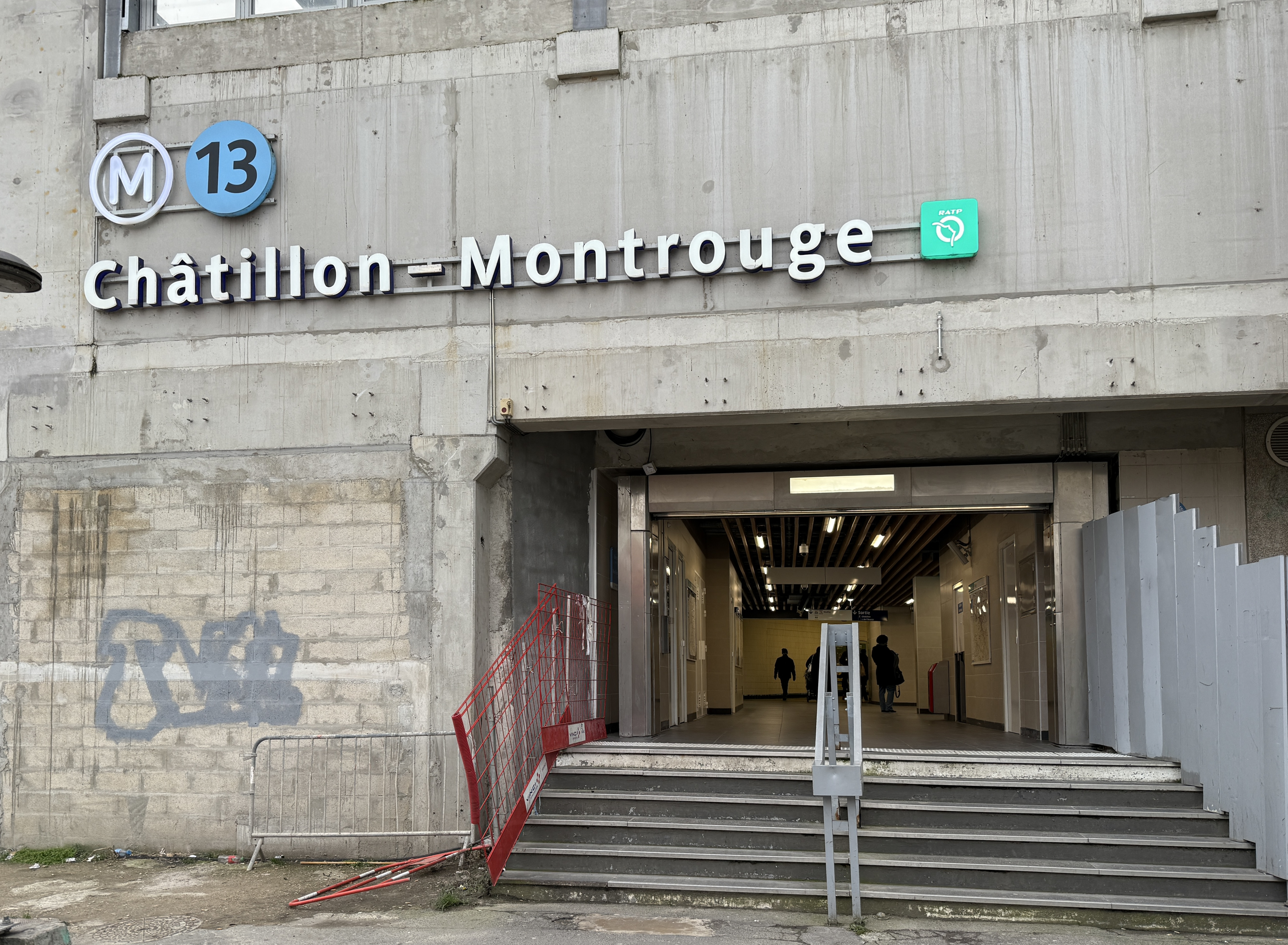
L'accès no 1 « Avenue Marx-Dormoy ».
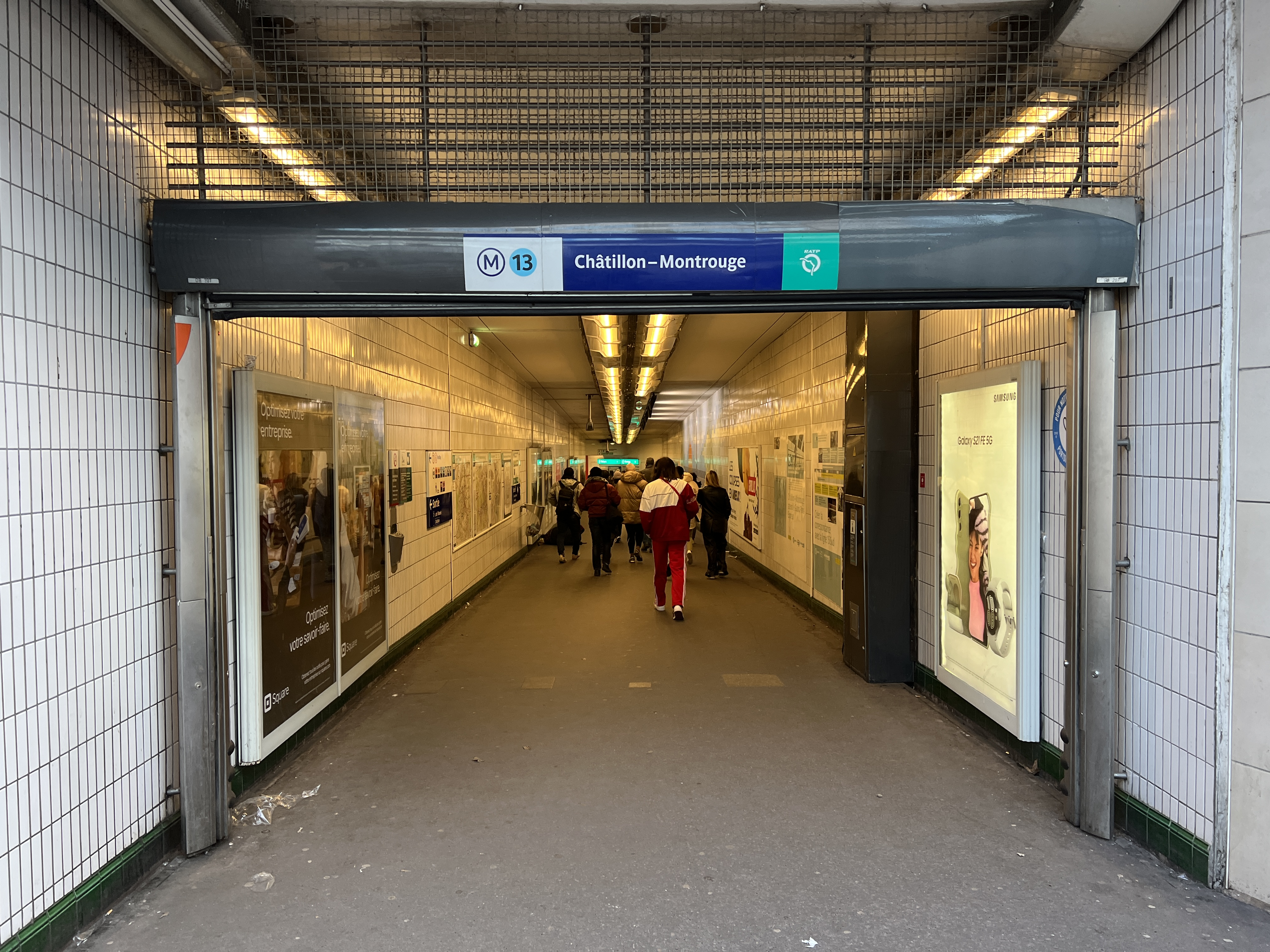
L'accès no 2 « Rue de l'Avenir ».

### Quais
La station possède trois voies et les quais sont aériens. Celui de départ, entouré de deux voies, dispose d'un afficheur indiquant celle d'où partira la prochaine rame et sa destination : Asnières - Gennevilliers ou Saint-Denis. Le quai d'arrivée est latéral.

### Intermodalité
La station est desservie par les lignes 68, 194, 195, 294, 323, 388 et 391 du réseau de bus RATP, par les lignes Montbus et Amibus du réseau de bus Vallée Sud Bus et par la ligne 7805 du réseau de bus Île-de-France Ouest et, la nuit, par les lignes N63 et N66 du réseau de bus Noctilien. Depuis le 13 décembre 2014, la station est en correspondances avec la ligne 6 du tramway d'Île-de-France (T6) dont elle est l'un des deux terminus.
En raison de la fermeture de la gare routière pour travaux depuis le 21 mars 2016, les bus des lignes 68 et Montbus effectuent leur terminus à l'arrêt Maurice - Arnoux renommé pour l'occasion Maurice - Arnoux - Châtillon - Montrouge Métro tandis que les bus des lignes 195 et 294 effectuent leur terminus à l'arrêt Pierre Semard, renommé pour l'occasion Pierre - Semard - Châtillon - Montrouge Métro, ces arrêts déplacés étant situés à une dizaine de minutes à pied de la station.

Galerie de photographies
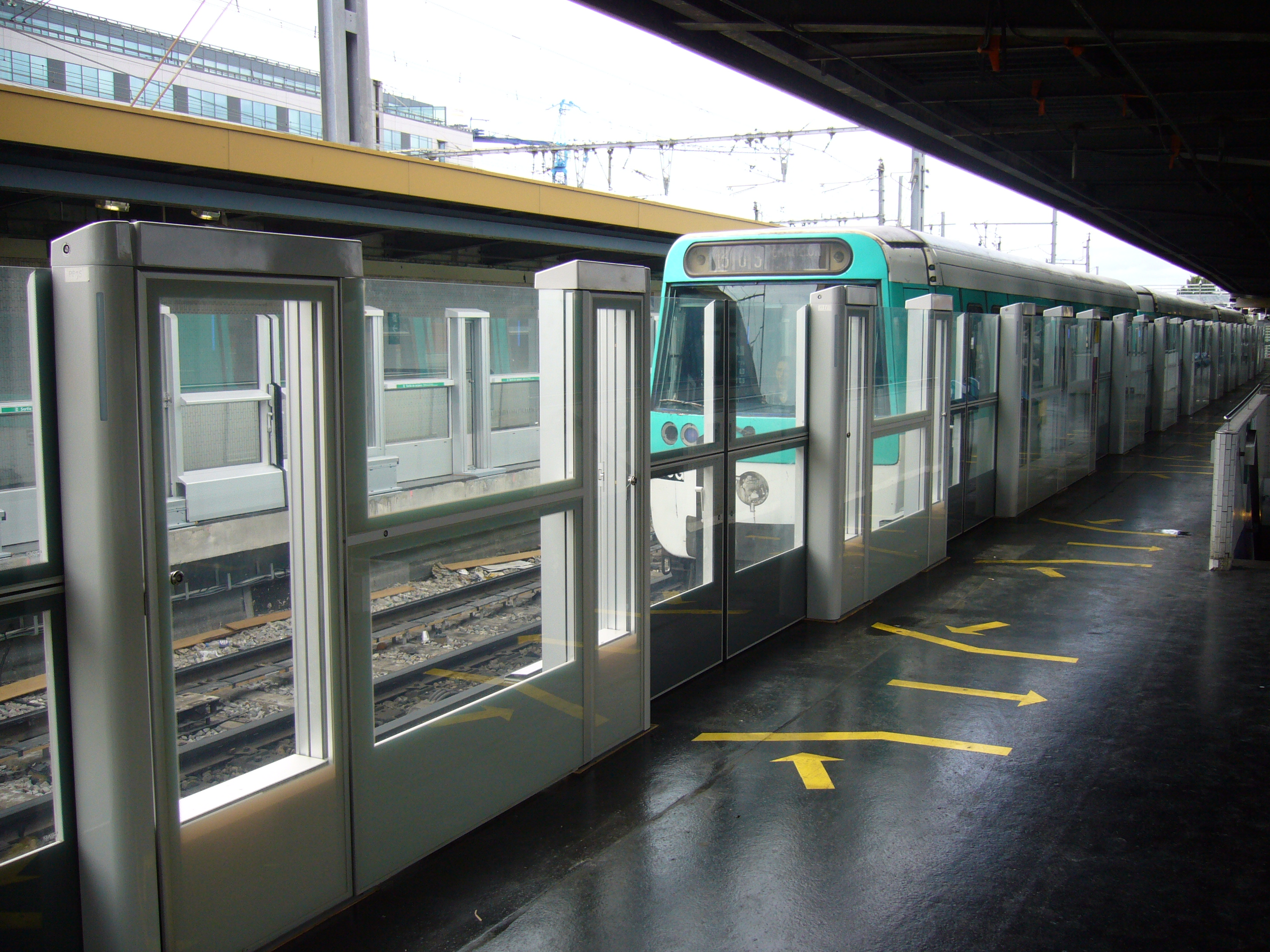
Portes palières vues de côté.
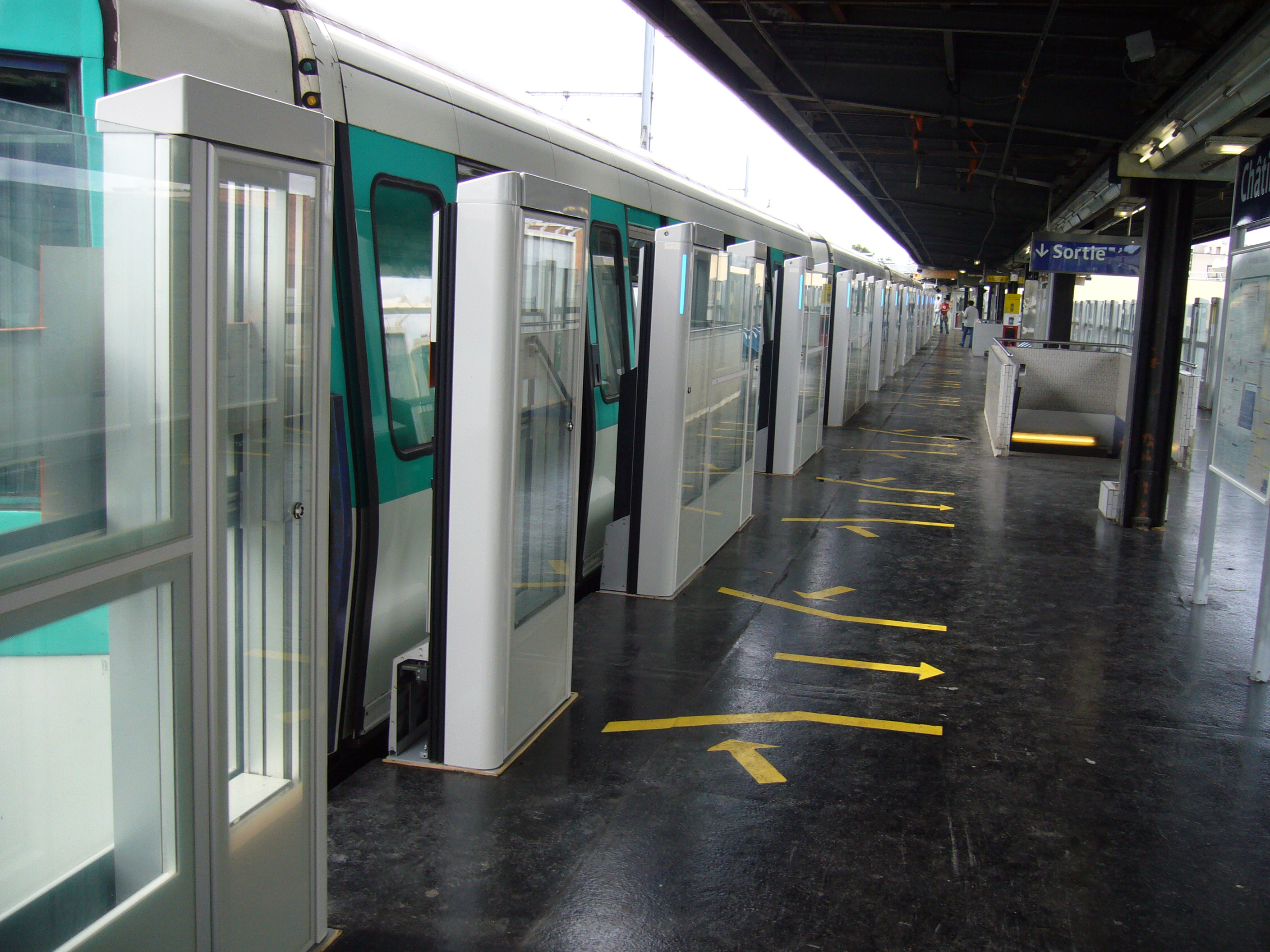
Portes palières avec rame à quai (vue vers l'avant de la rame).
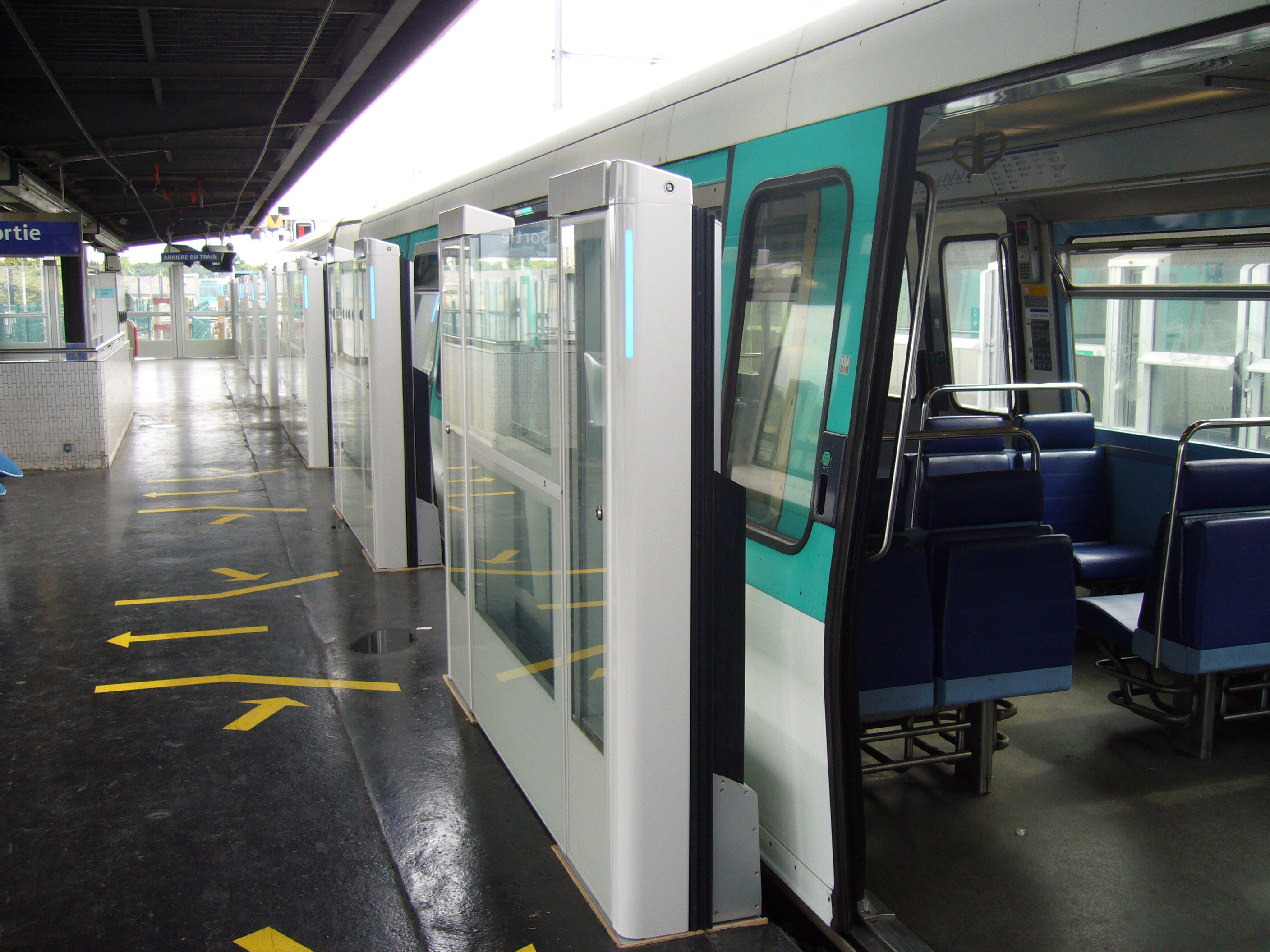
Portes palières avec rame à quai (vue vers l'arrière de la rame).

## Fréquentation
Nombre de voyageurs entrés à cette  station :
| Année                      | 2013      | 2014      | 2015      | 2016      | 2017      | 2018      | 2019      | 2020      | 2021      |
| -------------------------- | --------- | --------- | --------- | --------- | --------- | --------- | --------- | --------- | --------- |
| Nombre de voyageurs par an | 6 246 622 | 6 109 396 | 7 124 158 | 7 274 236 | 7 349 354 | 7 574 425 | 7 196 503 | 3 738 453 | 5 034 012 |
| Rang                       | 55e       | 59e       | 37e       | 36e       | 36e       | 34e       | 39e       | 33e       | 35e       |
| Nombre de stations         | 302       | 302       | 302       | 302       | 302       | 302       | 302       | 304       | 304       |

## Projet du Grand Paris Express

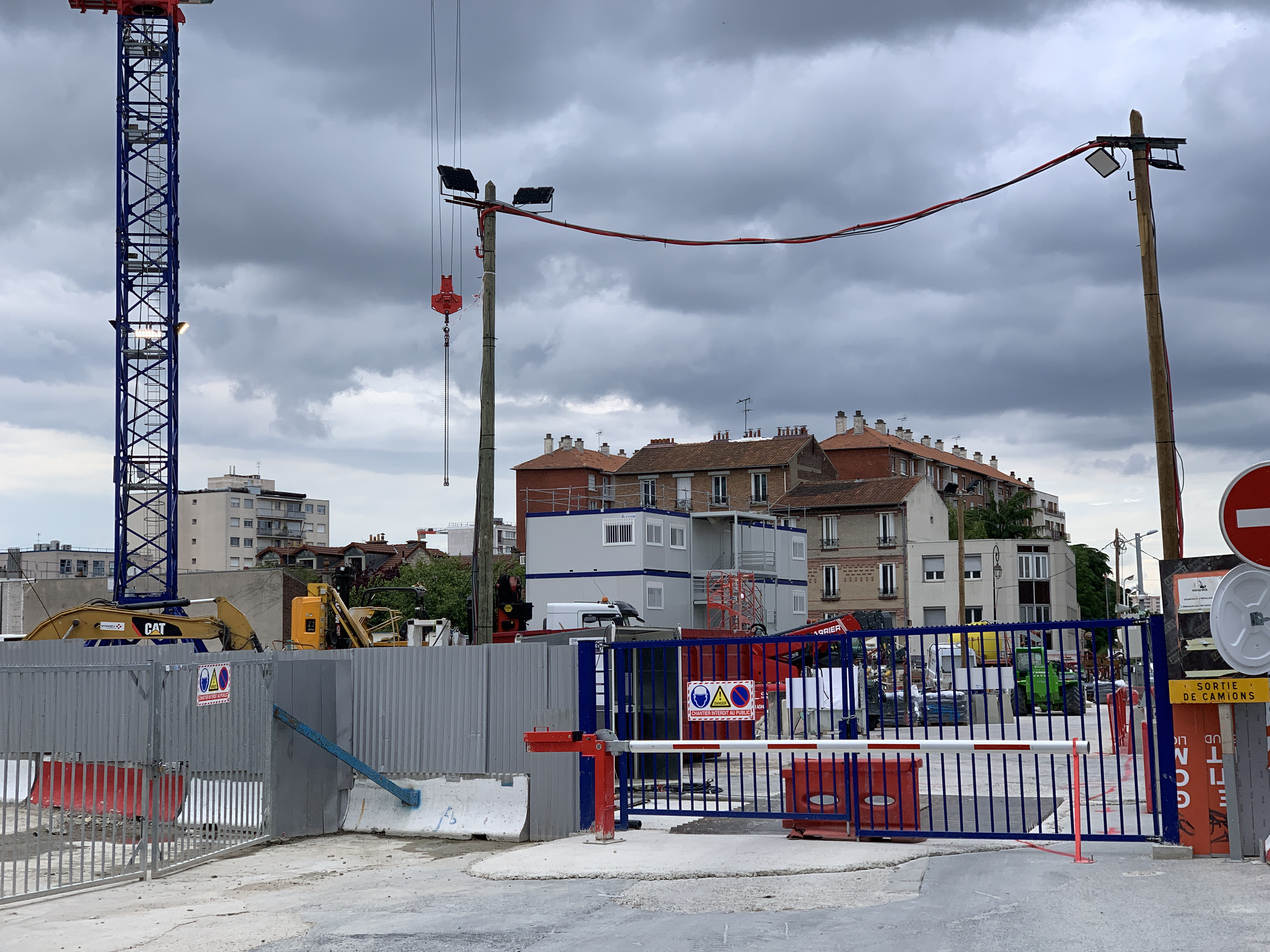
Chantier pour la ligne 15 du métro.

À l'horizon 2026,, selon le projet du Grand Paris Express, elle devrait accueillir aussi une station de la ligne 15,,,. La conception de cette station est confiée à David Trottin de l'agence Périphériques Architectes,. Le génie civil de la station sera réalisé par un groupement d’entreprises piloté par Vinci Construction Grands Projets.
Laurent Grasso créera sur une installation artistique dans la station en coordination avec David Trottin. Il s'agira d'un plafond central en lames métalliques sérigraphié de 800 m2 représentant un ciel en trompe-l’œil qui vibrera avec la circulation de l’air.
La station comportera également sur ses quais une fresque de Roxane Lumeret.
Le chantier de la future gare de la ligne 15 s’est installé en octobre 2018. La première grande étape, consistant à réaliser les structures internes de la future gare, s’est achevé mai 2022. Durant cette phase de travaux, la gare a été creusée en « top and down », c’est-à-dire du n-1 au plancher du dernier niveau de la gare. Depuis l'été 2022, et jusqu’à la mise en service de la Ligne 15 Sud autour de l'été 2026, de nouvelles entreprises procèdent aux aménagements intérieurs (cloisons, maçonneries, réseaux, etc.) et aux équipements (armoires électriques, escaliers mécaniques, ascenseurs, automatismes de conduite, etc.).
La station de métro existante sera modifiée avec la construction d’une passerelle au-dessus des voies du métro, et la création d’un troisième quai « latéral départ » situé côté gare routière, au droit du mur de soutènement existant et doté d’une sortie de secours.